# Synodontis voltae
Synodontis voltae är en fiskart som beskrevs av Roman, 1975. Synodontis voltae ingår i släktet Synodontis och familjen Mochokidae. Inga underarter finns listade i Catalogue of Life.